# Sens (filozofia)
Sens – wieloznaczny termin, różnie interpretowany w języku potocznym i w kontekście filozoficznym.

## Sens jako cel
Sens w wyjaśnianiu lub podjęciu jakiegoś działania jest synonimem jego „celu”, zwykle jednak zawężany jest do celu pozytywnego (dobrego w skutkach).
Można go podzielić na (referencje potrzebne):
- Sens nieabsolutystyczny – codzienny. Sens ten mają wszystkie czynności jakie robimy. Jednocześnie nigdy nie wyczerpuje sprawy, lub wyczerpuje ją pozornie.

Na pytanie „dlaczego mam zastanawiać się nad sensem życia” można odpowiedzieć: „żebyś był bardziej myślący od innych ludzi”, na to stwierdzenie można odpowiedzieć pytaniem „ale po co?” i odpowiedzieć „żebyś nie był jak marne zwierzęta żyjące instynktem, a nie rozumem”, tutaj znowu może paść pytanie, „a po co?” a my możemy wykreować jeszcze inną odpowiedź i tak w nieskończoność. A zatem nigdy nie dojdziemy do końca tych pytań, wynajdując „zastanawianiu się nad sensem życia” coraz ważniejsze funkcje. Zarazem jednak, poprzez regresję w nieskończoność zdołamy udowodnić sensowność „myślenia o sensie życia”.
- Sens absolutystyczny – To taki sens/cel, po sformułowaniu którego nie można już zapytać „dlaczego?”.

## Sens jakoistota/głębszeznaczeniewyrazu
Sens, czyli coś, co kryje się za jakimś wyrazem dzieli się na (referencje potrzebne):
- Sens poznawczy, który ma na mocy Wymogu Hume’a każdy wyraz, który można odnieść pośrednio lub bezpośrednio do doświadczenia.
- Sens pragmatyczny, którego nie sposób odnieść do doświadczenia, ale wywołuje u nas jakieś obrazy i skłania do działania. Taki sens mogą mieć np. słowa „Bóg”, ojczyzna, sprawiedliwość, zysk, władza.

W języku potocznym sens może też być prostym synonimem znaczenia.